# Atitlán
De Atitlán is een vulkaan in Guatemala. De stratovulkaan is 3535 meter hoog. Na de eerste activiteit in het tegenwoordige Atitlan-meer in het midden-Mioceen (11 Ma), begon de meest recente activiteit in het Pleistoceen (1,8 miljoen jaar geleden). Een explosieve eruptie van 84.000 jaar geleden vormde het Atitlánmeer.
Ten noorden van de vulkaan ligt op ongeveer drie kilometer afstand de vulkaan Toliman.